# Arequipa
 Denne artikel omhandler Arequipa. Opslagsordet har også en anden betydning, se Arequipa (region).
Arequipa er hovedbyen i regionen Arequipa i det sydlige Peru, grundlagt d. 15 august 1540 og med en befolkning på ca. 800.000 er det landets næststørste by. 
Navnet Arequipa kommer fra quecha hvor Ariq betyder vulkan og qipa betyder bagved, hvilket hentyder til byens placering for foden af den 5.822 meter høje vulkan Misti.
Byen kaldes også den hvide by pga. de mange hvide bygninger i den gamle bydel, som er bygget af specielle vulkanske sten, som forekommer i regionen. 
I november 2000 kom Arequipas gamle bydel på UNESCOs verdensarvsliste som det 10. sted i Peru.
- Wikimedia Commons har flere filer relateret til Arequipa

16°23′56″S 71°32′13″V / 16.3989°S 71.5369°V